# Aral márna
Az aral márna (Luciobarbus brachycephalus) a sugarasúszójú halak (Actinopterygii) osztályának pontyalakúak (Cypriniformes) rendjébe, ezen belül a pontyfélék (Cyprinidae) családjába tartozó faj.

## Előfordulása
Az aral márna élőhelye az Aral-tó brakkvize, valamint a tóba ömlő Amu-darja és Szir-darja folyók alsó szakasza.

## Megjelenése
A hal teste karcsú, hasoldala csaknem egyenes vonalú, tarkója (különösen az idősebb példányoké) púposodó. Orra hegyes, szája alsó állású, ajkai húsosak; 4 egyenlő hosszúságú bajuszszála van, az első visszahajtva túlér a szem elülső szegélyén. Pikkelyei kicsinyek, 67-76 (többnyire 70-71) van az oldalvonal mentén. Hátúszója 10-11 sugarú, tövi részük messze előretolódott, a leghosszabb úszósugár kissé elcsontosodott, hátulsó peremének csak az alsó része gyengén fűrészes; farok alatti úszója 8 sugarú, valamennyi úszója feltűnően rövid és keskeny. Garatfogai háromsorosak, 5.3.2-2.3.5. Háta és oldalai (körülbelül az oldalvonalig) sötétek, barnásszürkék; hasa világos, ezüstszínű. A pikkelyek tövén sötétzöld pont van. Valamennyi úszója szürke, csak a farok alatti úszó gyengén sárgás. Testhossza 50-70 centiméter, legfeljebb 90 centiméter (nőstények).

## Életmódja
Az aral márna tápláléka főként apró puhatestűek, emellett talajférgek, apró rákok, rovarlárvák.

## Szaporodása
Anadrom vándorhal; az áprilistól júliusig tartó ívási időben a brakkvízből kis csapatokban a folyók alsó szakaszára úszik fel. Ragadós ikráit (1 259 000-ig) sekély vízzel elöntött homok- és kavicszátonyokra rakja le.